# Альмейда, Матиас
Мати́ас Хесу́с Альме́йда (исп. Matías Jesús Almeyda; род. 21 декабря 1973[…], Буэнос-Айрес) — аргентинский футболист и тренер.

## Карьера

### Игровая
Альмейда играл в таких клубах, как «Лацио», «Интернационале», «Парма». Матиас признавался лучшим игроком Серии А в сезоне 1997/98. Одним из популярных игроков итальянского чемпионата стал после матча «Парма» — «Лацио», где отличился голом с 30 метров в ворота Буффона.
В 1996 году Матиас был приглашён в национальную сборную, за которую играл на Олимпийских играх 1996 и на чемпионатах мира 1998 и 2002.
После сезона 2001/02 перешёл из «Пармы» в «Интер», в котором провёл 41 матч за два сезона.
В 2004 году перешёл в «Брешиа», но, показав плохие результаты, вернулся в Аргентину.
В 2007 году объявил о завершении карьеры, но уже в 2009 году вернулся в клуб, в котором начинал карьеру.

### Тренерская
27 июня 2011 года назначен главным тренером «Ривер Плейта» вместо подавшего в отставку Хуана Хосе Лопеса. Под его управлением аргентинский гранд, впервые в своей истории вылетевший во второй дивизион, вернулся в Примеру, заняв первое место в сезоне Примеры B Насьональ 2011/12. Покинул «Ривер» в конце ноября 2012 года.
В начале апреля 2013 года возглавил «Банфилд» в аргентинском втором дивизионе. Клуб под его руководством вернулся в высший дивизион, финишировав во главе турнирной таблицы сезона Примеры B Насьональ 2013/14.
15 сентября 2015 года назначен главным тренером клуба чемпионата Мексики «Гвадалахара». Привёл «Чивас» к чемпионству в клаусуре 2017, двум победам в Кубке Мексики — апертуре 2015 и клаусуре 2017, победе в Суперкубке Мексики 2016, победе в Лиге чемпионов КОНКАКАФ 2018.
8 октября 2018 года был официально представлен в качестве главного тренера клуба MLS «Сан-Хосе Эртквейкс» с сезона 2019. Возглавлял клуб 3,5 года, сумев вывести его в плей-офф лишь один раз — в сезоне 2020. 18 апреля 2022 года был уволен из «Сан-Хосе Эртквейкс», после того как клуб начал сезон 2022 безвыигрышной серией из семи матчей и оставался единственной непобеждавшей командой в MLS.
20 мая 2022 года Алмейда подписал двухлетний контракт с греческим клубом АЕК. Контракт включал возможность продления сроком на один год, при условии удовлетворительных результатов.

## Достижения

### В качестве игрока
- Чемпион Аргентины (3): 1992, 1993, 1994
- Чемпион Италии (1): 1999/2000
- Обладатель Кубка Италии (3): 1997/98, 1999/2000, 2001/02
- Обладатель Суперкубка Италии (1): 1998
- Обладатель Кубка кубков УЕФА (1): 1998/99
- Обладатель Суперкубка УЕФА (1): 1999
- Обладатель Кубка Либертадорес (1): 1996
- Серебряный призёр Олимпийских игр (1): 1996

### В качестве тренера
- Победитель Примеры B Насьональ (2): 2012, 2014
- Чемпион Мексики (1): Клаусура 2017
- Обладатель Кубка Мексики (2): Апертура 2015, Клаусура 2017
- Обладатель Суперкубка Мексики (1): 2016
- Чемпион Греции (1): 2022/23
- Обладатель Кубка Греции (1): 2022/23